# Milagro (canton)
Pour les articles homonymes, voir Milagro (homonymie).
Milagro est un canton d'Équateur situé dans la province de Guayas.